# Murray Shostak
Murray Shostak (* 18. September 1943 in Montreal) ist ein kanadischer Filmproduzent. Er wurde sowohl für einen Oscar, als auch für eine Goldene Himbeere nominiert.

## Leben
Shostak gründete 1968 mit Gerald Potterton (1931–2022) in Montreal das private Filmanimationsstudio Potterton Productions, später Potterton Shostak Productions. Zu den frühesten Arbeiten des Studios gehörte die Mitarbeit am animierten Beatles-Film Yellow Submarine, der 1968 erschien. Es folgten Kurzanimationsfilme, darunter Tiki Tiki und die Oscar-Wilde-Verfilmung Der selbstsüchtige Riese, der 1972 für einen Oscar in der Kategorie Bester animierter Kurzfilm nominiert wurde. Zudem entstanden Beiträge für die Sesamstraße.
Anfang der 1980er-Jahre war Shostak an der Gründung von Universal Productions Canada (UPC) beteiligt und drei Jahre lang Geschäftsführer von UPC. Im Jahr 1983 gründete er sein eigenes Produktionsstudio Canadian International Studios (CIS), das unter anderem den Spielfilm Duett zu dritt mit Catherine Deneuve der in der Hauptrolle produzierte. Im Jahr 1991 war Shostak zudem neben Jeff Barmash und George Erschbaumer Mitbegründer von CineVu Productions in Vancouver, die wie Potterton Productions anteilig zu CIS gehörte. Mit CineVu produzierte Shostak Filme wie Flinch – A Killing Phantom, Die Macht der Gewalt und Sliders – Das Tor in eine fremde Dimension. Für Cannonball Fieber – Auf dem Highway geht’s erst richtig los wurde Shostak für eine Goldene Himbeere in der Kategorie Schlechtester Film nominiert.
CIS ging 1995 in Shostaks neue Produktionsfirma Shostak/Rossner Productions über, die er mit Danny Rossner gründete. Shostak/Rossner Productions spezialisierte sich auf Low-Budget-Spielfilme und Fernsehserien und es entstanden Filme wie Sci-Fighter – Vorhof zur Hölle (1996), Strip Search (1997) und Gerechtigkeit bis in den Tod (1999). Im Jahr 2001 wurde Shostak Senior Vice President of Corporate Development beim kanadischen Filmverleiher La Fête. Shostak war an der Entwicklung des Pferdefilms Heartland – Paradies für Pferde – Der Film beteiligt, der 2010 erschien.
Shostak war mit Dressurreiterin Evi Strasser verheiratet; der Ehe entstammte eine Tochter.

## Filmografie
- 1971: Tiki Tiki
- 1971: Der selbstsüchtige Riese (The Selfish Giant)
- 1973: Abenteuer Gold (The Rainbow Boys)
- 1974: The Little Mermaid
- 1974: Child Under a Leaf
- 1974: The Happy Prince
- 1975: The Christmas Messenger (TV)
- 1975: The Remarkable Rocket
- 1981: Yukon (Death Hunt)
- 1981: Gefangene der Wildnis (Silence of the North)
- 1983: Maria Chapdelaine
- 1984: Duett zu dritt (Paroles et musique)
- 1985: George and the Christmas Star (TV)
- 1986: Duell mit dem Schicksal (Miles to Go …) (TV)
- 1988: Liberace: Behind the Music (TV)
- 1989: Red Earth, White Earth (TV)
- 1989: Cannonball Fieber – Auf dem Highway geht’s erst richtig los (Speed Zone)
- 1994: Flinch – A Killing Phantom (Flinch)
- 1995: Sliders – Das Tor in eine fremde Dimension (Sliders) (TV-Serie, 9 Folgen)
- 1995: Die Macht der Gewalt (Power of Attorney)
- 1996: Sci-Fighter – Vorhof zur Hölle (Sci-fighters)
- 1997: Strip Search
- 1998: Sir Arthur Conan Doyle’s Lost World (The Lost World)
- 1998: Mörderin aus Liebe (The Girl Next Door)
- 1998: The Ultimate Weapon
- 1999: Gerechtigkeit bis in den Tod (When Justice Fails)
- 2000: Hexen für die Schule des Satans (Satan’s School for Girls)
- 2000: Call of the Wild (TV-Serie, eine Folge)

## Nominierungen
- 1972: Oscar-Nominierung, Bester animierter Kurzfilm, für Der selbstsüchtige Riese
- 1984: Genie-Award-Nominierung, Bester Film, für Maria Chapdelaine
- 1990: Nominierung Goldene Himbeere, Schlechtester Film, für Cannonball-Fieber – Auf dem Highway geht’s erst richtig los